# Куллавере
Ку́ллавере (эст. Kullavere jõgi; в низовьях О́меду) — река на востоке Эстонии в уезде Йыгевамаа. Одна из крупнейших рек в районе северо-западного побережья Чудского озера.
Другие названия реки: Роэла (Roela), Кауро (Kauro jõgi); в верховьях: канал Тыйквере, Вериоя (Verioja); в низовьях: Омеду (Omedu), Омедо (Omedo jõgi).
Исток реки находится недалеко от посёлка Садала. В верховьях протекает через ландшафтный заповедник Вооремаа, в центральной части — по северному углу Юго-Восточно-Эстонского плато и в низовьях — по южной части низменности Алутагузе.
В нижнем течении, начиная от места, где за шесть километров до впадения в Чудское озеро в неё впадает река Кяэпа, реку Куллавере чаще всего называют рекой О́меду (эст. Omedu jõgi).
Длина реки 52,8 км, площадь водосборного бассейна 629,3 км². Перед устьем реки находится заводь, отделённая от Чудского озера песчаным валом шириной 100—200 метров.
В нижнем течении реки на её левом берегу в районе деревни Мурру в советское время рыболовецким колхозом имени С. М. Кирова было построено большое рыбоводное хозяйство. В настоящее время его здания и сооружения пустуют и разрушаются.

## Притоки
- Река Кяэпа.
- Река Тараквере.

## Галерея

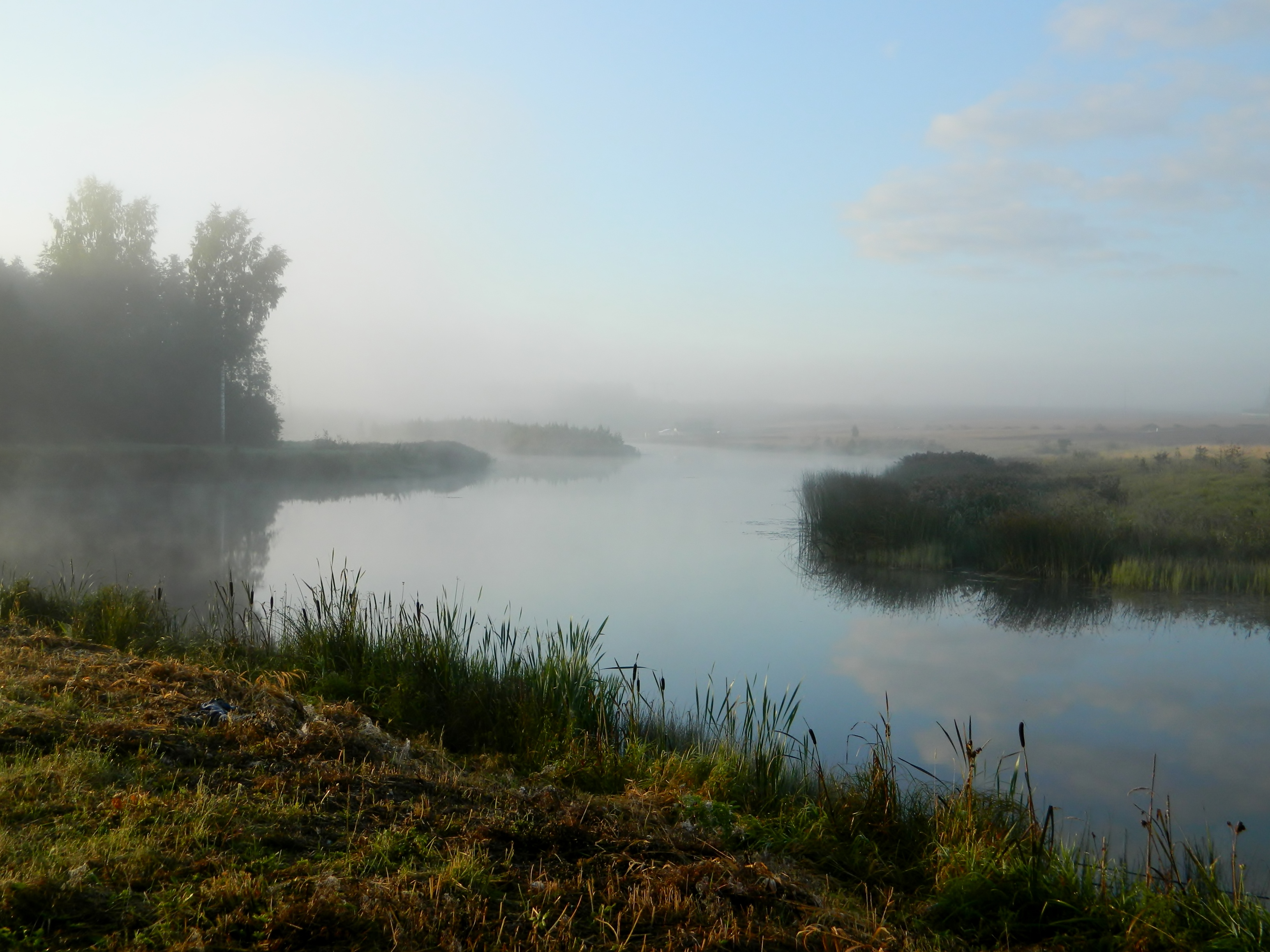
Река Куллавере
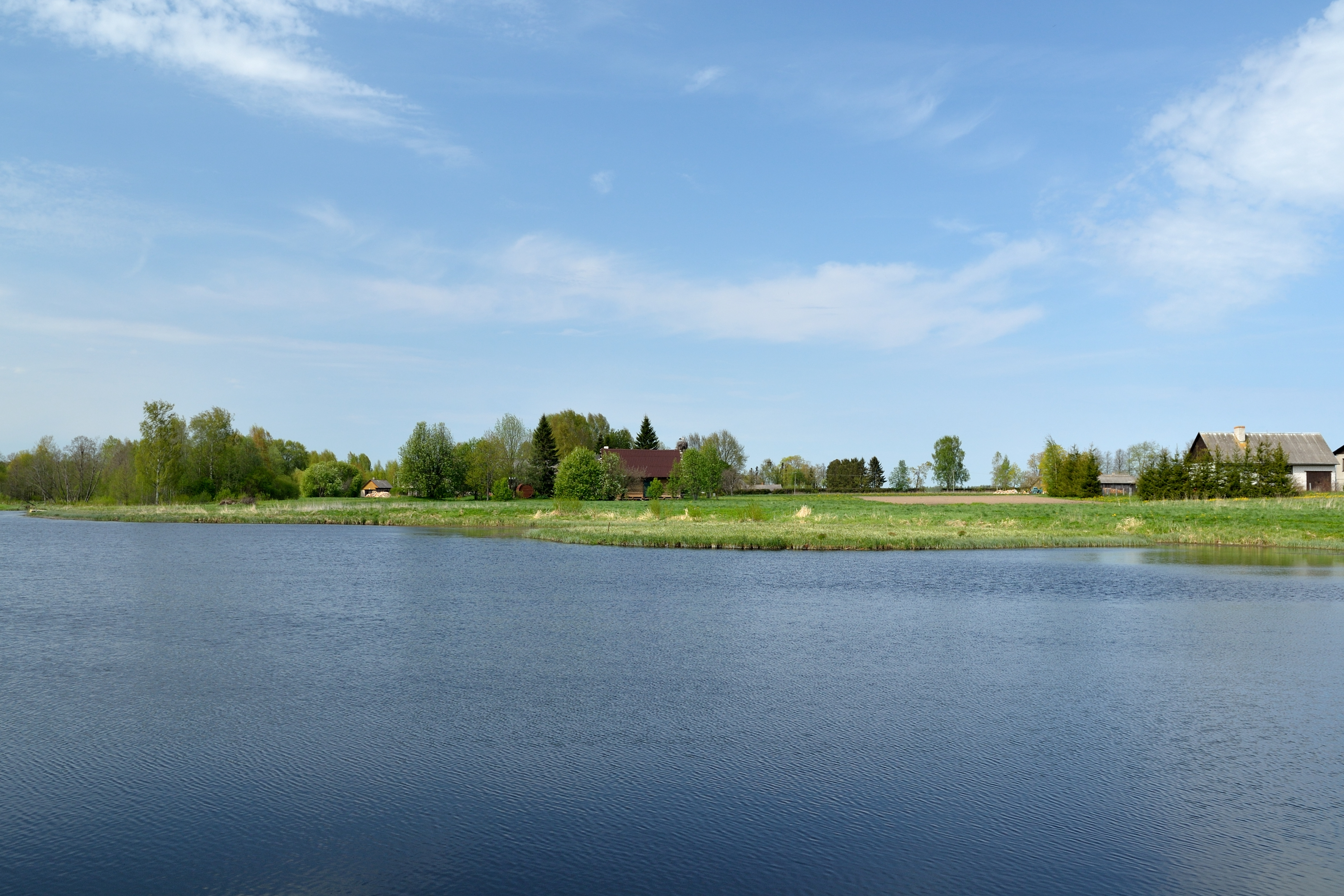
Плотинное озеро Вайату на реке Куллавере
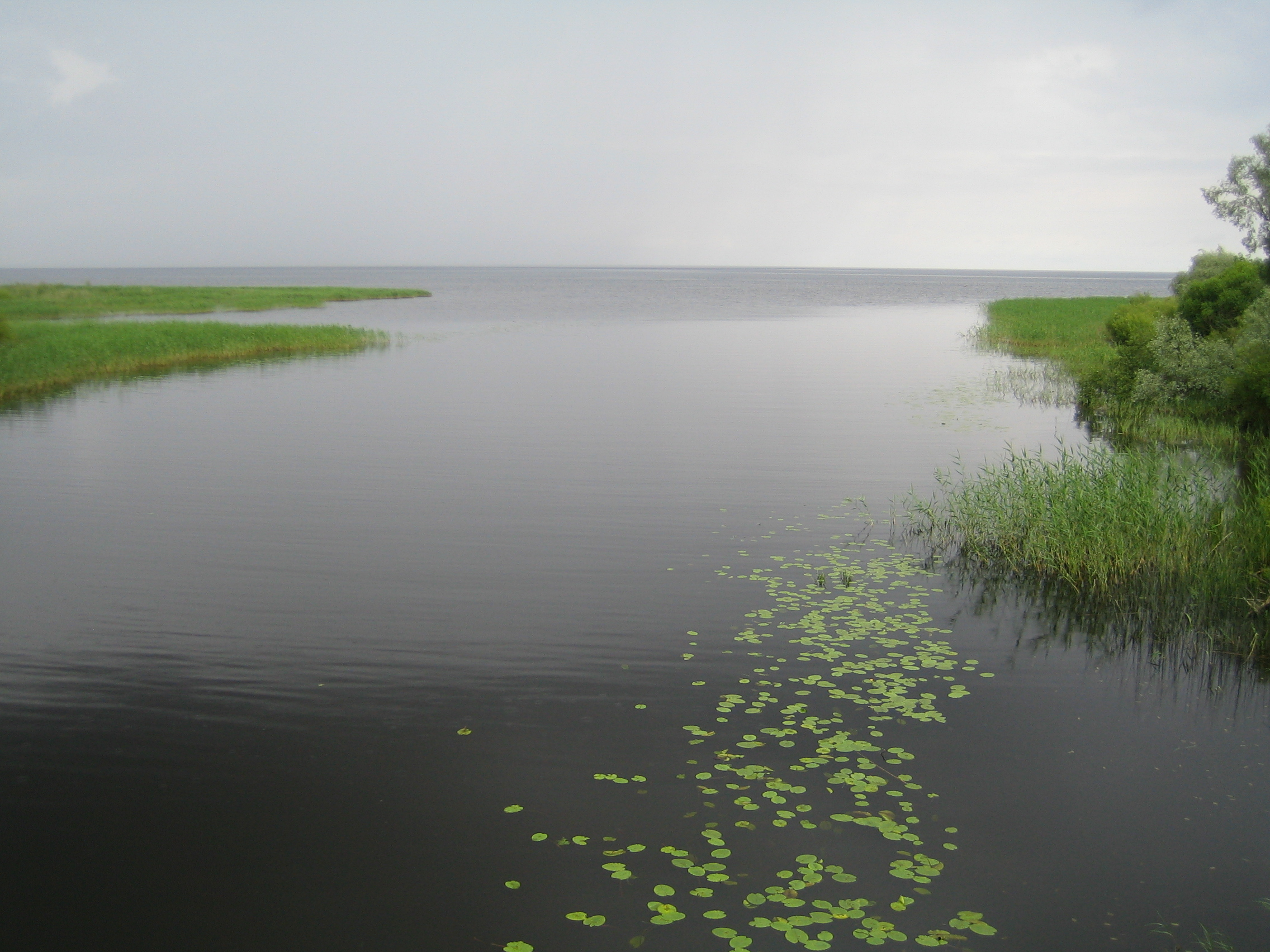
Устье реки Омеду
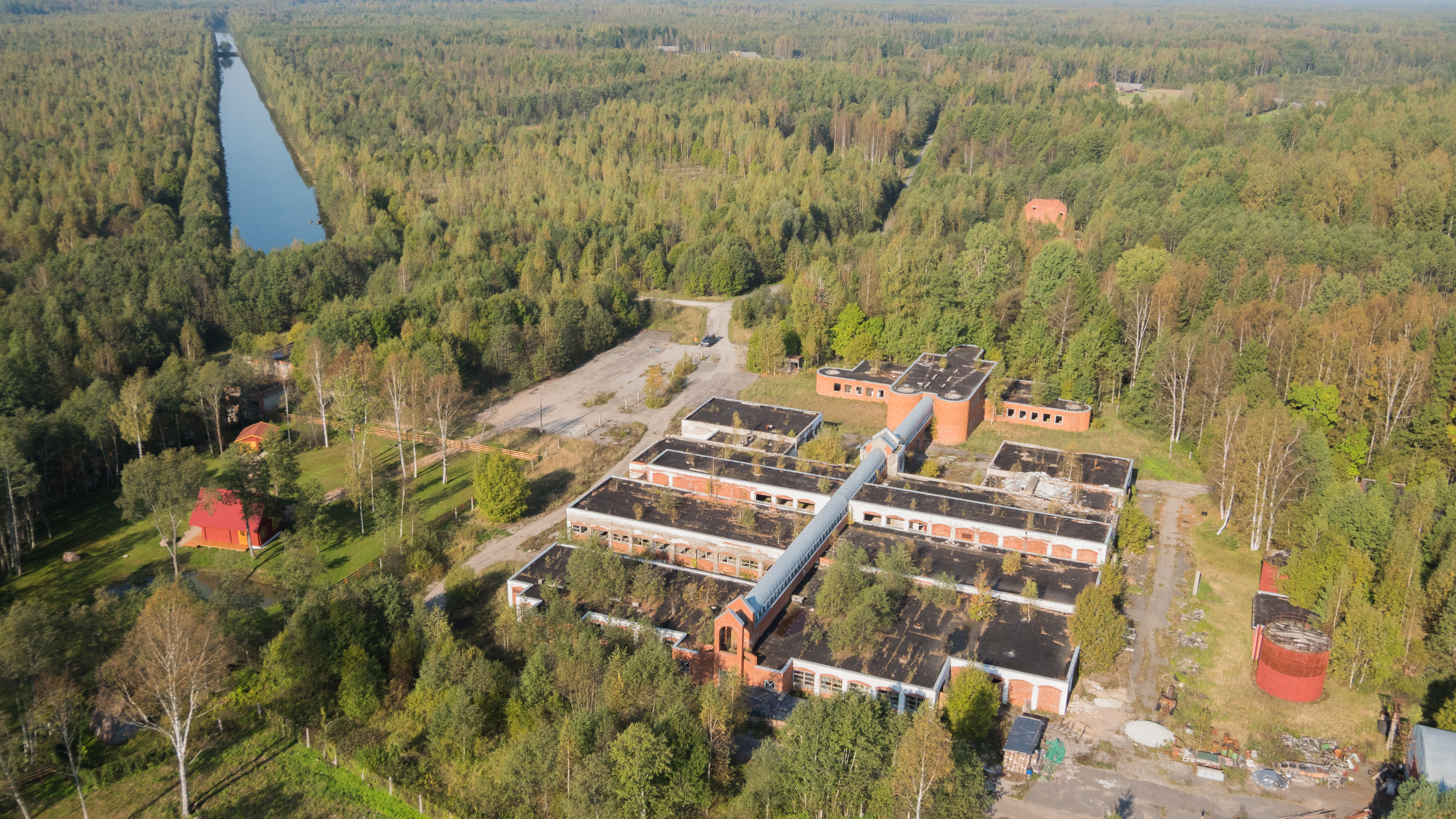
Рыбоводное хозяйство колхоза имени С. М. Кирова